# Desert (pel·lícula)
Desert (títol original en castellà: Desierto) és una pel·lícula franco-mexicana de suspens de 2015 dirigida per Jonás Cuarón. Va ser mostrat en la secció Presentacions Especials del Festival Internacional de Cinema de Toronto de 2015, on va guanyar el Premi de la Federació Internacional de la Premsa Cinematogràfica (FIPRESCI) per Presentacions Especials. a pel·lícula té programat la seva estrena el 4 de març de 2016 als Estats Units, a través de STX Entertainment. La pel·lícula s'ha doblat al català.
Va ser seleccionada com la pel·lícula que va representar Mèxic en la categoria de millor pel·lícula de parla no anglesa en la 89a edició dels Premis Oscar. Fou nominada als premis Platino en la categoria de la millor direcció de so l'any 2017. També va formar part de la selecció oficial del XLIX Festival Internacional de Cinema Fantàstic de Catalunya.

## Sinopsi
Un grup de treballadors migrants mexicans busca una vida millor en travessar il·legalment la frontera amb els Estats Units; quan el camió que els transporta es descompon enmig del no-res el conductor assenyala als migrants i el seu company, el Mechs l'adreça cap als Estats Units i els desitja sort. Moisès (Gael García Bernal), també és membre dels migrants i el segueix mentre el grup es divideix en dos en intentar travessar la frontera.
Sam (Jeffrey Dean Morgan) és un caçador qui amb el seu rifle i el seu fidel gos Tracker un pastor belga, cacen conills prop de la frontera i noten al grup d'il·legals. Amb l'ajuda de Tracker i l'ús del seu rifle M1 Garand, Sam mata sense misericòrdia a la majoria del grup, inclòs Mechas i deixa a Moisès i a Adela (Alosa Hidalgo) com els únics supervivents després d'una llarga persecució. Incapaç de seguir als dos últims, Sam decideix continuar la seva caça l'endemà i acampa amb Tracker per a passar la nit.
Adela i Moisès troben un lloc per a descansar. Adela li confessa a Moisès que el seu company, que també va ser una de les víctimes de Sam, va ser enviat pels seus pares per protegir-la i, encara que la va assetjar durant el seu viatge, no mereixia morir d'aquesta manera. Moisès per part seva, li confessa a Adela que ja havia estat als EUA i que té una família esperant-lo a Oakland, mostra un osset parlant que li va donar el seu fill abans de ser deportat, i que Moisès li va prometre que li retornaria. Mentrestant, Sam descansa al costat d'una fogata amb Tracker, descrivint-li al seu lleial gos com solia estimar el desert, però ara la calor està jugant amb la seva ment i vol escapar d'ell.
A l'endemà Adela i Moisès descobreixen el campament del caçador i roben la camioneta de Sam, usant l'os de peluix per distreure Sam i Tracker. La parella de migrants aconsegueix arrencar la pick-up i quan sembla que finalment escapen Sam dispara Adela a l'espatlla, fent que Moisès xoqui i bolqui la camioneta. Ells continuen a peu seguits per Sam i el gos. Moisès es deté per atendre la ferida d'Adela, després li diu que ha de deixar-la i s'emporta la jaqueta i la pistola de bengales que va trobar a la camioneta. Moisès canvia d'opinió i usa una bengala per distreure i allunyar a Sam d'Adela; Tracker persegueix de prop Moisès en un camp de cactus on Moisès es veu obligat a usar la segona i última bengala contra Tracker, li dispara al musell abans d'escapar; Sam troba Tracker ferit de mort i molt a la seva pesar li dispara per posar fi al seu sofriment abans jura venjança contra Moisès.
Després de molt de temps perseguint Moisès mentre grimpen per una estructura de roca, Sam està deshidratat i cansat; Moisès s'amaga entre les roques i empeny Sam mentre està parat a la vora, la qual cosa fa que tots dos caiguin. Sam es fractura la cama en la caiguda. Tots dos intenten aconseguir el rifle, però Moisès és més àgil, el pren i amenaça a Sam per assassinar tanta gent i intentar matar a Adela i a ell, mentre Sam suplica per la seva vida, demana perdó i aigua. En canvi, Moisès se'n va amb el rifle, dient-li a Sam que el desert el matarà i deixa que Sam mori malgrat les seves súpliques perquè torni.
Moisès torna per Adela, la troba viva, però inconscient, i la porta fins que travessen un llac salat.

## Repartiment
- Gael García Bernal com a Moisés.
- Jeffrey Dean Morgan com a Sam.
- Alondra Hidalgo com a Adela.
- Diego Cataño com a Mechas.
- Marco Pérez com a Lobo.
- Óscar Flores com a Ramiro.
- David Lorenzo com a Ulises.
- Lew Temple com a un agent de la patrulla de frontera.

Cal assenyalar que la pel·lícula compta amb la participació de dos actors de la sèrie de televisió The Walking Dead, Jeffrey Dean Morgan que hi interpreta a Negan i Lew Temple que hi participà com a Axel.

## Locació

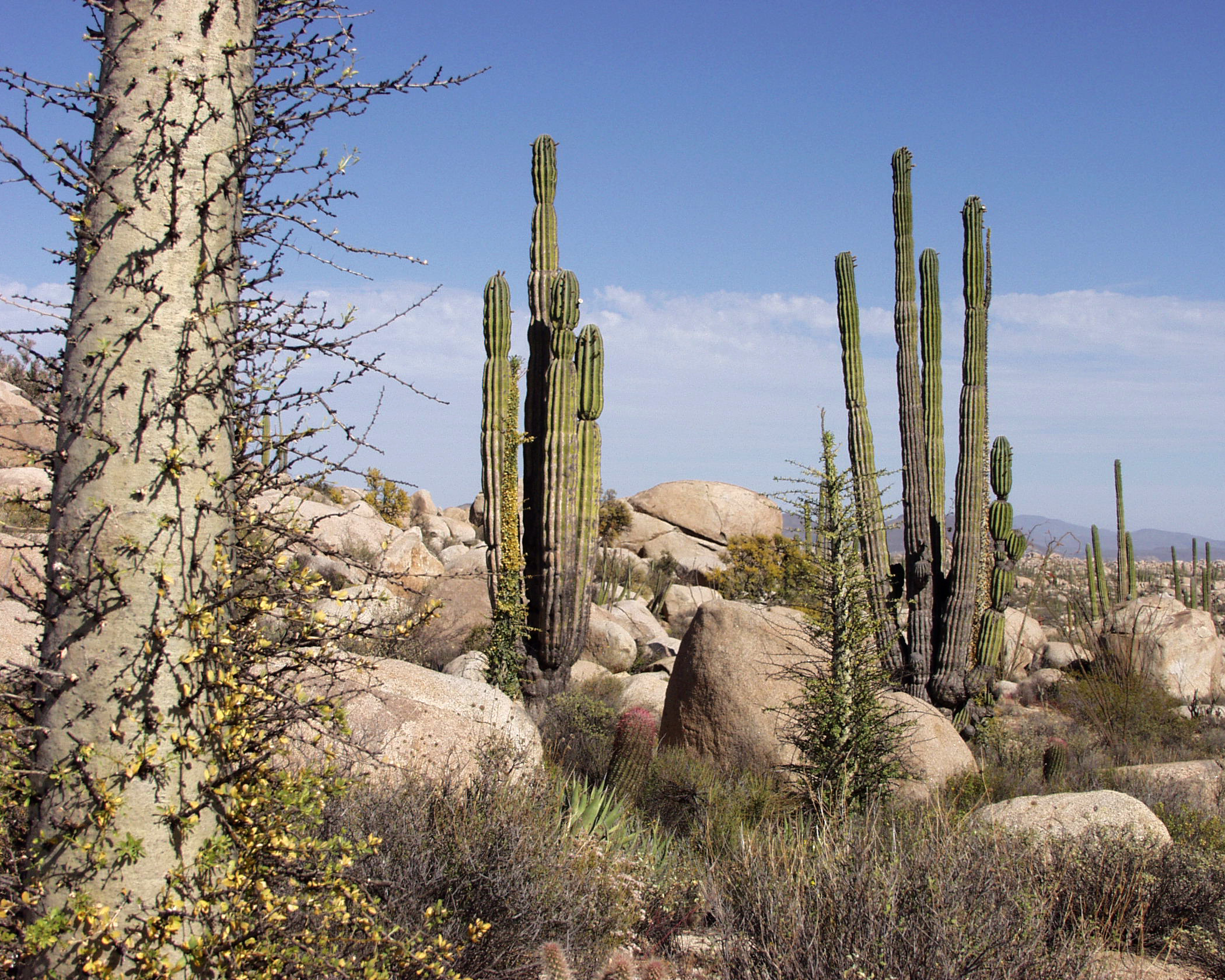
Escenari de la Baixa Califòrnia

La pel·lícula va ser rodada a Mèxic i la filmació va començar el febrer de 2014 al desert de la Baixa Califòrnia, una regió desèrtica en la península de Baixa Califòrnia.

## Estrena
El primer tràiler va ser publicat el desembre de 2015. STX Entertainment va anunciar que estrenarà la pel·lícula el 4 de març de 2016.

## Crítiques
La pel·lícula té un 63% d’aprovació a Rotten Tomatoes, basada en 91 comentaris amb una puntuació mitjana de 5,71/10. El consens del lloc diu: "Els temes motivadors de Desert i la seva perspectiva refrescant són, malauradament, compensats per una trama predicible i uns personatges pobrament escrits". A Metacritic, la pel·lícula té una puntuació de 51 sobre 100, basada en 24 crítics, cosa que indica "ressenyes mixtes o mitjanes".
Dave Robinson, de Crash Landed, va revisar el llançament de Desert atorgant-li 3 estrelles, prenent nota de la seva perspicàcia tècnica a l'hora de proporcionar un thriller, però el seu "guió mal definit no aconsegueix res més enllà de l'entreteniment passiu" i, d'una nota especial, la seva completa manca de característiques especials.